# Ijaja (istennő)
Ijaja (𒊩𒄿𒄿𒀀𒄿𒀀𒀸 di-ya-ya[-aš]) istennő a luvi panteon egyik helyi jelentőségű termékenységjelképe, a források és vizek védnöke. Kapcsolatban áll Lapana és Tiura, ismeretlen helyen fekvő települések helyi főistennőjével, Kuvanijával, a forrásfakasztóval, talán azonos vele. Ez esetben helyi anyaistennő. A Huvaszi-sztélé felliratán a neriki viharisten körébe tartozó istenek közt tűnik fel többek közt Kuvanija (itt Kuvannanija), Milku, Ijarri és dLAMMA társaságában. A KPN 447-5 katalógusszámú piszidiai dokumentum Ιαιη (Iaié) néven említi. Szobrok, kisplasztikák kerültek elő a nevével.
A neve „beszélő név”, a yaya kifejezés egy ige, amelynek jelentése „kiköp”. Az istennő tehát az, aki kiköpi a vizeket a felszínre a forrásoknál.